# Планций, Петр
Пётр Пла́нций (лат. Petrus Plancius; 1552, Фландрия — 15 мая 1622, Амстердам, Республика Соединённых провинций) — голландский богослов, астроном и картограф.

## Биография
Родился во Фландрии, изучал теологию в Германии и Англии. В возрасте 24 лет стал священником голландской кальвинистской церкви. Опасаясь религиозных преследований инквизиции, в 1585 году бежит в Амстердам. Там начинает интересоваться навигацией и картографией.
В 1589 году делает небесный глобус, на который наносит четыре новых объекта южного неба, пользуясь отчётами путешественников: два Магеллановых облака (ещё безымянные), созвездия Южный Крест и Южный Треугольник. В 1590 году создаёт пять карт Святой Земли и план Иерусалима для датского издания Библии, не имевших себе равных ни до, ни после по изяществу и содержанию — каждая украшена 15 гравюрами на темы Ветхого и Нового Заветов. В течение последующих двух лет издаёт ряд отдельных карт, а затем в 1592 году и большую карту мира под названием «Nova et exacta Terrarum Tabula geographica et hydrographica», ставшую очень популярной. На углах карты были помещены небесные планисферы, на которых впервые появились созвездия Голубь и Страж Полюса, не принятый сообществом астрономов. В 1594 году выпускает в свет знаменитую карту известного мира Orbis terrarum typus de integro multis in locis emendatus — первую в истории картографии, украшенную аллегорическими многофигурными сюжетами. Эта тема стала ведущей в картографических изображениях мира на двести лет вперёд.
В последующие несколько лет выступает помощником голландского правительства в организации экспедиций в Восточную Индию, занимаясь, в частности, обучением небесной навигации их руководителей. В противовес Испании и Португалии, освоившим путь в Индию через южную оконечность Африки, Планций надеялся проложить северо-восточный маршрут по Северному Ледовитому океану. Гибель Баренца в третьей экспедиции в 1596 году положила конец этим попыткам.
Планциус возвращается к планированию экспедиций в обход мыса Доброй надежды, используя их также для научных исследований: изучения южного неба и магнитного склонения. По его инициативе во время плавания голландского купца Фредерика де Хаутмана в 1595—1596 годах (путешествие известно как нидерл. Earste Schipvaart или англ. First Voyage), его главный штурман Питер Дирксон Кейзер (лат. Петрус Теодори) составил каталог 135 наиболее ярких звёзд южного неба, недоступных для наблюдения в Северном полушарии. Планциус использовал 122 звезды для составления новых двенадцати созвездий южного неба (созвездие Южный Треугольник уже фигурировало на первом глобусе Планция) и опубликовал их на небесном глобусе, сделанном совместно с мастером Йодоком Хондием (лат. Jodocus Hondius). Эти 12 созвездий были помещены в «Уранометрию» Иоганна Байера и известны как новые созвездия Байера.
После 1598 года интересы Планция переходят от картографии к проповедничеству. Только в 1612 году он готовит свой последний небесный атлас (изданный нидерл. Pieter van den Keere), добавляя восемь новых созвездий на основании собственных карт, карт Тихо Браге и других астрономов. Ряд созвездий несут религиозный оттенок последних лет проповедничества.
- Петух (лат. Gallus) — сюжет с отречением Петра;
- Муха (Северная Муха)(лат. Vespa) — пчела из истории Самсона;
- Верблюд (Жираф) — верблюд, привёзший Ревекку в Ханаан к Исааку;
- Иордан (лат. Jordanis) и
- Тигр (лат. Tigrus) — реки, омывающие Эдем;
- Единорог;
- Малый Рак;
- Южная Стрела.

Первые шесть созвездий были использованы Барчем, опубликовавшим их в своих небесных картах 1624 года, и известны как новые созвездия Барча. Два последних созвездия изредка появлялись в картах XVII века и были скоро забыты. Только два из восьми созвездий Планция признаны в современной астрономии — это Жираф и Единорог.
К сожалению, Петр Планций был мало известен как астроном. Его небесные карты и глобусы не имели научного статуса, остались неизвестны в широких астрономических кругах, и созвездия, предложенные Планцием, впоследствии оказались приписаны его последователям, а сам он незаслуженно забыт историками астрономии.

## Галерея
- Orbis Terrarum 1590
- Orbis Terrarum 1594
- Nova Francia .. Terra Nova 1592
- Insulae Moluccae 1592